# سقوط طائرة أنتونوف أن-26 السورية 2015
في 18 يناير عام 2015 تحطمت طائرة من طراز أنتونوف أن-26 وتديرها القوات الجوية السورية في محاولة للهبوط في مطار أبو الظهور المحاصر بمحافظة ادلب السورية. وكانت الطائرة تقل قوات فضلا عن المعدات العسكرية والذخيرة. وعلى متن الطائرة 35 شخصا منهم 30 جندي سوري و5 خبراء إيرانيين. وحسب الإعلام الرسمي السوي والمرصد السوري لحقوق الإنسان المؤيد للمعارضة فإن الحادث كان إما بسبب الضباب الكثيف أو «مسائل تقنية» بسبب تعرض الطائرة لبرج كهرباء ضغط عالي. إلا أن جبهة النصرة قالت أنها استهدفت الطائرة بنيرانها.
وقدمت وسائل الاعلام السورية قائمة بأسماء القتلى ال30. أما المرصد فقد ذكر أن من بين القتلى 13 ضابط.